# پیروزی

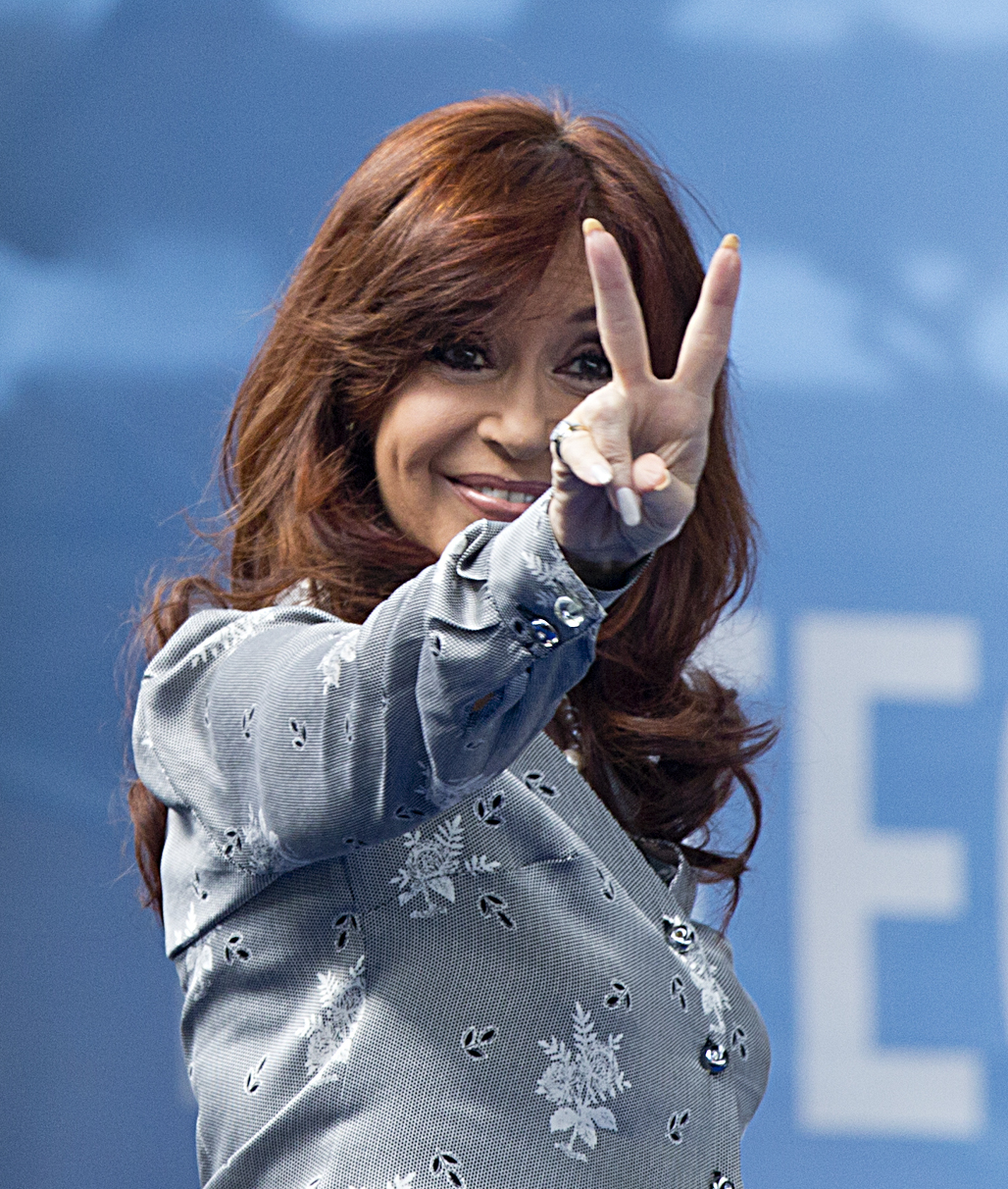
کریستینا فرناندس، در حال نشان دادن نماد V

پیروزی کسب موفقیت در یک نبرد یا فتح، چالش یا بازی است. پیروزی معمولاً باعث ایجاد نشاط و شادمانی می‌گردد و هنگامی‌که چیرگی بر یک مشکل و کسب پیروزی، باعث بدست آوردن هدف نهایی نمی‌گردد به آن پیروزی تلخ گفته می‌شود. نقطه مقابل پیروزی، شکست است.

## روان‌شناسی
از دیدگاه روان‌شناختی، انسان دائماً میل به پیروزی دارد و این میل به پیروزی، امید خوانده می‌شود. در دیدگاه‌های عمومی پیروزی می‌تواند نتیجه شکست باشد. در بسیاری از فرهنگ‌ها، شکست، پل پیروزی خوانده شده است.

## ادبیات فارسی

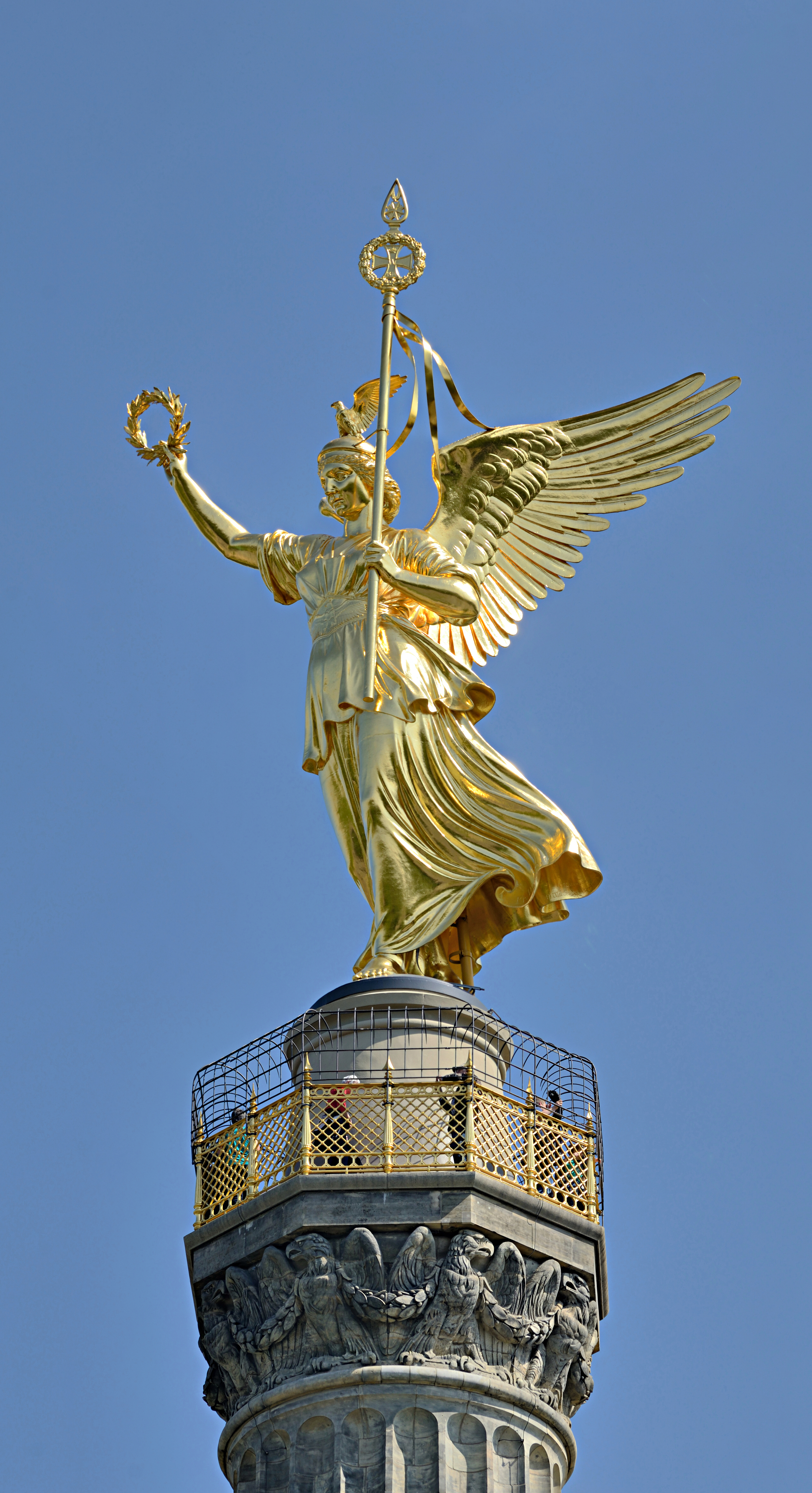
ویکتوریا در بالای ستون پیروزی برلین

در ادبیات فارسی گاهی واژه فیروزی، یا ظفرمندی یا کامیابی برای این منظور استفاده می‌گردد و گاهی پیروزی در شعرهای پارسی، به معنای سلامتی و برقراری است.

### نمونه‌ها
- سعدی:

| خوش آمد باد نوروزی به صبح از باغ پیروزی |  | به بوی دوستان ماند نه بوی بوستان دارد |

- مولوی:

| پرکندگی از نفاق خیزد |  | پیروزی از اتفاق خیزد |

- فردوسی:

| شنیدی همانا که یزدان پاک |  | چه دادست ما را بدین تیره خاک |
| ز پیروزی و بخت وز فرهی   |  | ز دیهیم وز تخت شاهنشهی       |

- خواجوی کرمانی:

| نوبت نوروز چون در باغ پیروزی زدند |  | نوبت نوروز سلطانی به پیروزی بزن |